# Heinrich Friedrich Füger

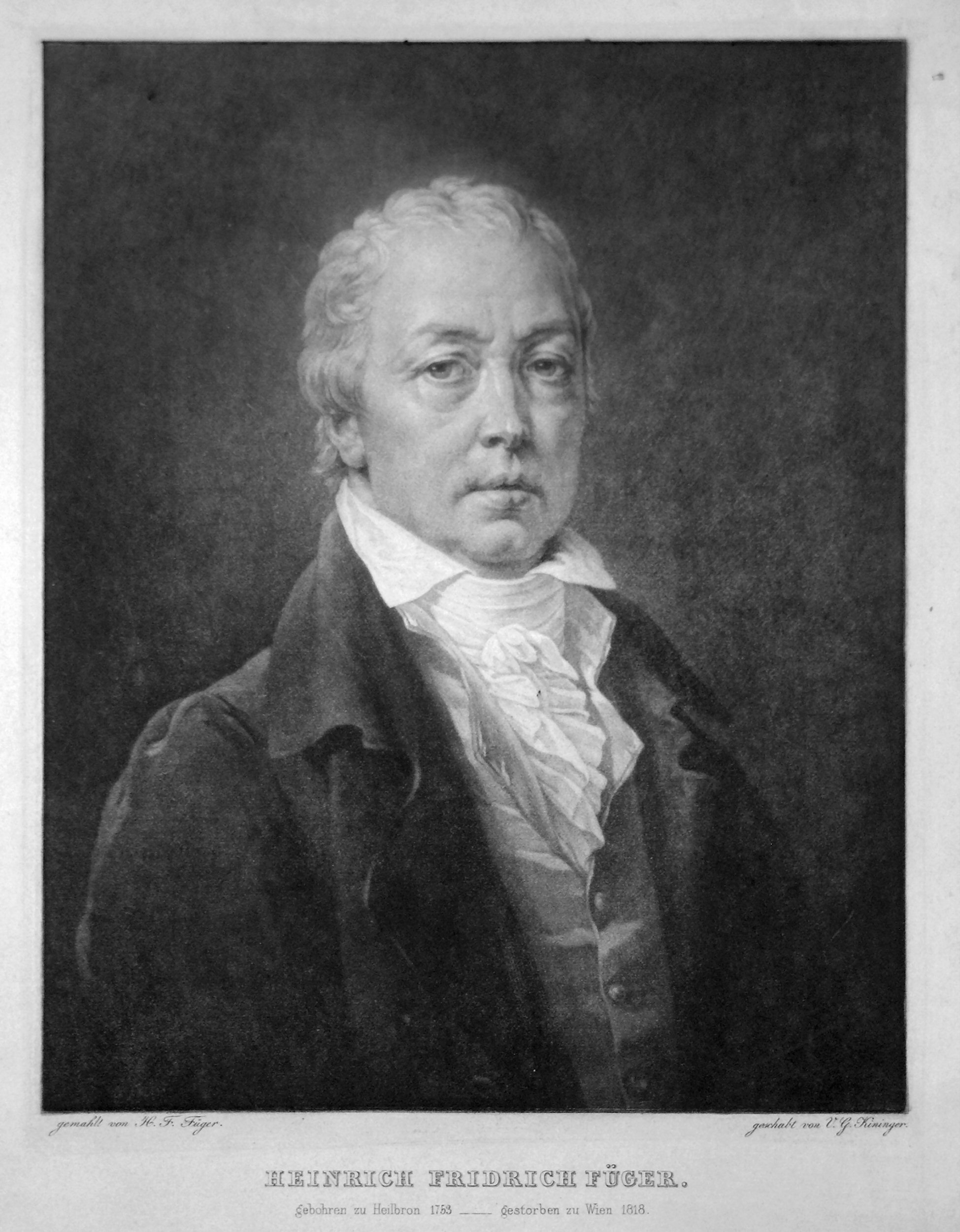
Heinrich Friedrich Füger, Schabkunstblatt von Vinzenz Georg Kininger nach einem Selbstporträt

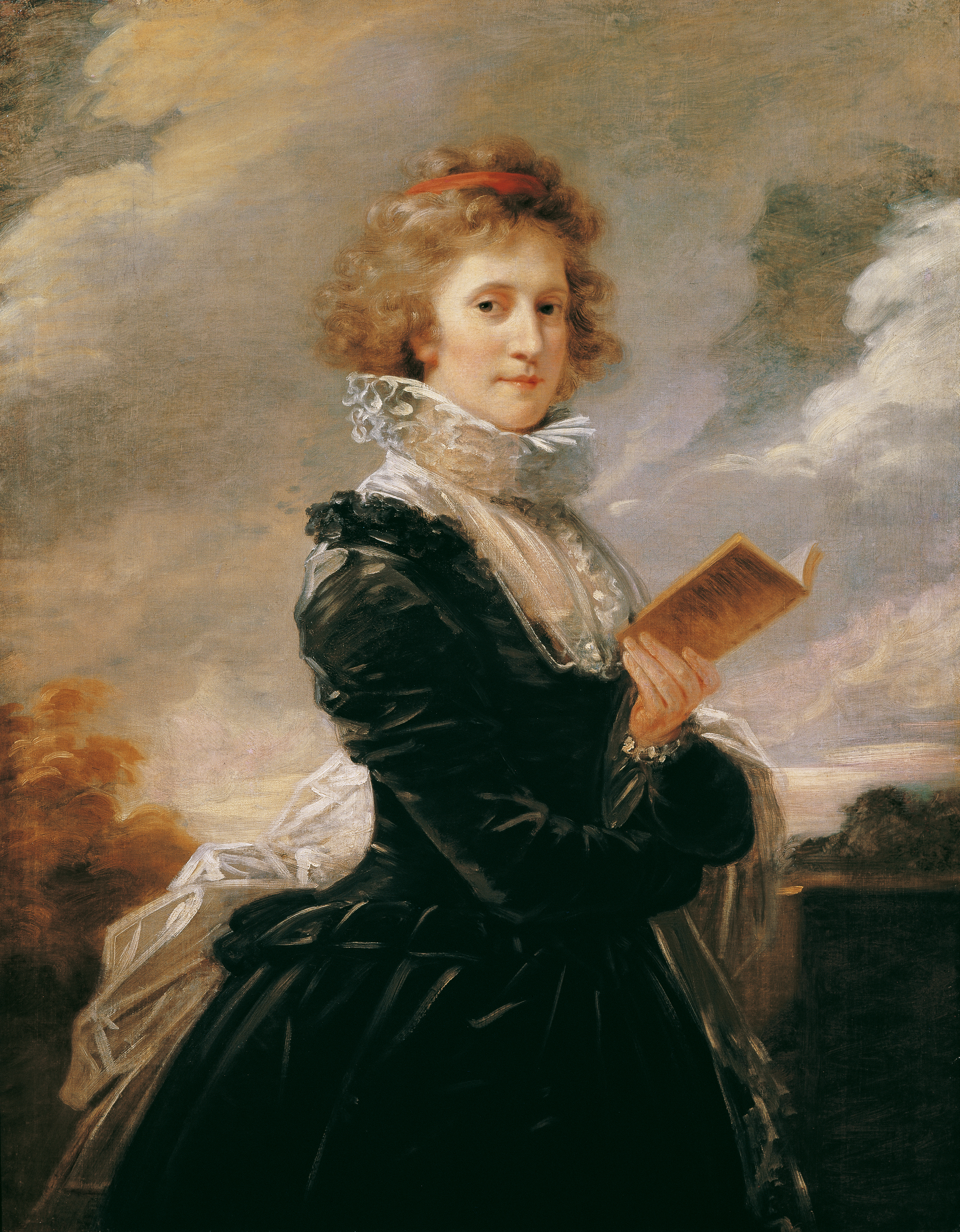
Die Schauspielerin Josefa Hortensia Füger, die Frau des Künstlers, um 1797, Belvedere, Wien

Heinrich Friedrich Füger (* 8. Dezember 1751 in Heilbronn; † 5. November 1818 in Wien) war einer der bekanntesten und einflussreichsten deutschen Maler des Klassizismus.

## Leben
Heinrich Friedrich Füger war Sohn des pietistischen Pfarrers und nachmaligen ranghöchsten Heilbronner Geistlichen (Senior des Evangelischen Ministeriums zu Heilbronn) Joseph Gabriel Füger. 
Seine Ausbildung zum Maler begann Füger 1764 beim Hofmaler Nicolas Guibal auf der Kunstakademie in Ludwigsburg. Ab 1769 setzte er in Leipzig seine Studien bei Johann Wolfgang Goethes Zeichenlehrer Adam Friedrich Oeser fort. Anschließend unternahm er eine Studienreise nach Italien und malte unter anderem in Neapel die Fresken im Palast von Caserta. 1774 zog er nach Wien um. Der englische Gesandte am Wiener Hof, Sir Robert Keith, wurde sein Förderer und Gönner. Über ihn kam er in Kontakt zur kaiserlichen Familie. Von nun an wurde seine weitere Ausbildung und Karriere von den höchsten politischen Instanzen gefördert.
Im Herbst 1776 erhielt er ein Stipendium für einen mehrjährigen Studienaufenthalt in Rom. Seine weitere künstlerische Entwicklung wurde stark von Anton Raphael Mengs beeinflusst. Von 1781 bis 1783 arbeitete er für die kaiserliche Familie in der Umgebung von Neapel.
1783 berief Staatskanzler Wenzel Anton Graf Kaunitz ihn als Vizedirektor an die Wiener Akademie, damals eine der führenden Kunstakademien Europas. 1791 bis zum Tod der Gattin 1807 war Füger mit der Schauspielerin Anna Josefa Hortensia Müller, der Tochter von Johann Heinrich Friedrich Müller, verheiratet. 1795 wurde er Direktor der Akademie, die unter seiner Leitung eine Blütezeit erlebte. 1806 wurde er Direktor der kaiserlichen Gemäldegalerie und Schlosshauptmann im Schloss Belvedere.
1780 wurde Füger Mitglied der Freimaurerloge „Zum Palmbaum“ in Wien, 1786 der Sammelloge „Zur Wahrheit“. Er wurde auf dem katholischen Friedhof Wien Matzleinsdorf (heute: Waldmüllerpark) begraben.

## Lebenswerk
Sein damaliges Ansehen in den höchsten Gesellschaftskreisen verdankt Heinrich Füger Miniaturen und Porträts. Später wandte er sich großformatigen Historiengemälden zu und wurde durch diese zu einem der wichtigen Maler des Klassizismus. Seine Kunst hatte eine ausgeprägte politische Funktion, was sich u. a. in der Verherrlichung bestimmter Personen der kaiserlichen Familie manifestiert, wie etwa am Beispiel des Erzherzog Karl. So malte er etwa die „Apotheose des Erzherzog Carl als Retter Germaniens“ (Heeresgeschichtliches Museum Wien). Für das Arbeitszimmer des Erzherzogs als Kriegs- und Marineminister bzw. Generalissimus (1801–1809) im alten Kriegsministerium Am Hof in Wien entwarf Füger einen Zyklus für Wandbespannungen, welche in allegorischer Form die Taten des Kaiserhauses, vor allem aber die Waffentaten des Erzherzogs Karl als Sieger gegen die Franzosen zeigten. 1813 entwarf Füger eine Medaille zur Völkerschlacht von Leipzig, die mit einer für die Befreiungskriege entscheidenden Niederlage der Franzosen endete.
Deutlich sichtbar lebt in Fügers Werk das Erbe der Barockzeit noch fort, deutlich erkennbar ist auch das Streben nach Gefälligkeit und Eleganz. Spätere Kritiker bezeichneten seine Malweise als eklektizistisch und gaben der von ihm vertretenen Stilrichtung den Namen Wiener Barock-Klassizismus.
In der künstlerischen Ausbildung konzentrierte sich die von ihm geleitete Akademie vor allem auf die klar ausgeprägte Form, auf den scharfen, klaren Umriss der Figur – ganz im Sinne der Ideale des Klassizismus. Dementsprechend spielte die Zeichnung eine besonders wichtige Rolle in der Ausbildung. Die Form hatte Vorrang vor der Farbe, die Zeichnung hatte Vorrang vor der Malerei. Vorbilder aus der Antike, verbunden mit intensivem Geschichtsunterricht, waren zentrale Unterrichtsthemen. Anatomische Präparate dienten darüber hinaus als wichtiges Lehrmaterial. Füger befolgte die damalige akademische Lehre, dass die jungen Studenten zuallererst die Alten Meister – nach Stichen – zu kopieren hätten, von morgens 6 Uhr bis in den Abend hinein. Mengs hatte behauptet, dass die Kunst besser sei als die Natur und dass man sich infolgedessen als Künstler nach den Idealen der alten Meister richten sollte – und überhaupt nach Idealem, das besser sei als die Natur. Wenn ein Maler ein Blatt male, dann nicht nach der Natur, sondern nach einer idealisierten Form eines Blattes – in der Akademie.
Fügers Rolle in Gesellschaft und Kunst jener Zeit ist kaum zu überschätzen. Er ragte so stark heraus, dass man ihn den Kunstpapst von Wien nannte. Ein Künstler oder Architekt, der keine Arbeitserlaubnis mit Schutzzeugnis der Wiener Akademie besaß, hatte eine extrem schwierige berufliche Stellung. Als Beleg für die Bedeutung, die die Zeitgenossen Füger zuerkannten, mag der Bericht dienen, den Johann Gottfried Seume in seinem „Spaziergang nach Syrakus“ gibt. Noch am Beginn seiner Wanderung von Sachsen nach Sizilien besucht er Weihnachten 1801 Füger in seinem Wiener Atelier. Er beschreibt überschwänglich Fügers neueste klassizistische Arbeiten, etwa sein Gemälde „Expedi secures!“ („Mach die Richtbeile bereit“), eine Illustration des Richterspruchs, mit dem der sagenhafte erste Konsul der römischen Republik Marcus Iunius Brutus (der Ältere) seine Söhne zum Tode verurteilte, die sich gegen die Republik und für die Wiederherstellung der Königsherrschaft des Tarquinius Superbus verschworen hatten.
Ein älterer Bruder des Malers, Gottlieb Christian Füger, geb. 3. Juli 1749 in Heilbronn, verschollen (gestorben?) um 1789, trat als „Rosenkreuzer“, theologisch gebildeter Chemiker, Alchemist, Pianist und Komponist in Erscheinung. Durch seinen Bruder Heinrich Friedrich hatte er auch Verbindung zu den Wiener Freimaurern, besonders zu Otto Heinrich Reichsfreiherrn von Gemmingen zu Hornberg (1755–1836); dieser war in der von ihm mitgegründeten Loge „Zur Wohlthätigkeit“, in die er seinen Freund Mozart einführte, Meister vom Stuhl.

## Ehrungen
Füger war Ehrenmitglied der Münchner Akademie und der Kunstakademie Mailand sowie Ritter des Ordens der Württembergischen Krone. 1819 wurde von einer Gruppe von Künstlern der Füger-Preis gestiftet. Auch die Goldene Füger-Medaille, eine Auszeichnung der Akademie der bildenden Künste Wien ist nach ihm benannt. 1876 wurde die Fügergasse in Wien-Mariahilf (6. Bezirk) nach ihm benannt. Die 2004 neu erbaute Fügerbrücke in Heilbronn wurde 2005 nach ihm benannt.

## Werke (Auszug)

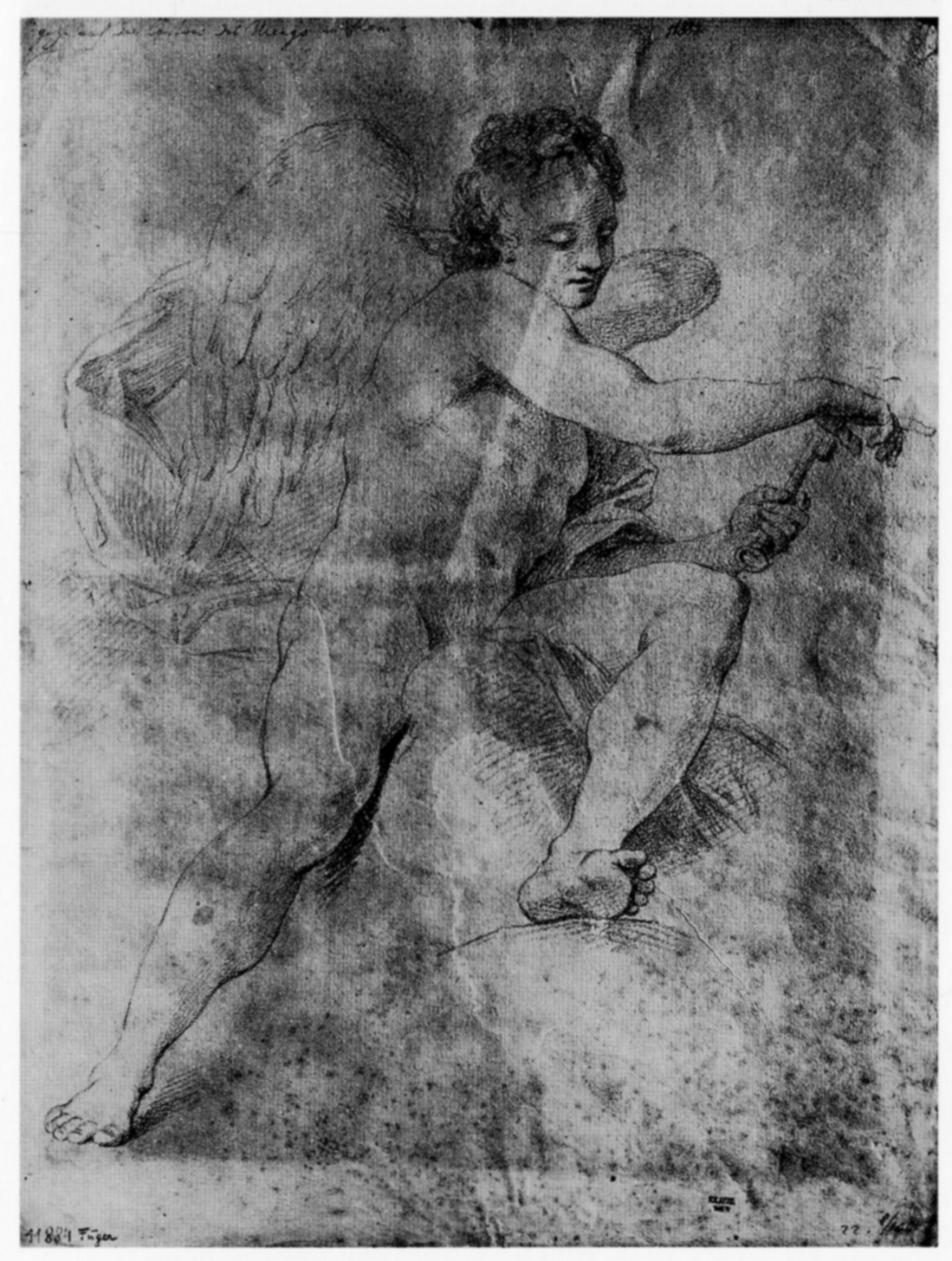
Anteros mit Schlüssel (nach Anton Raphael Mengs)

- Fürst Nikolai Jussupow (St. Petersburg, Eremitage), 1783, Öl auf Leinwand, 112 × 87 cm[8]
- Marie Thérèse de Bourbon (St. Petersburg, Ermitage), 1783, Öl auf Leinwand, 110,5 × 88,5 cm
- Elisabeth Wilhelmine von Württemberg (Wien Museum), 1788, Aquarell auf Elbenbein
- Der Klaviervirtuose Gottlieb Christian Füger, der Bruder des Künstlers (Wien, Österreichische Galerie Belvedere), 1788/89, Öl auf Leinwand
- Marie Louise, Kaiserin von Österreich (New York City, Metropolitan Museum of Art), um 1790, Aquarell auf Elfenbein, 3,1 × 2,2 cm[9]
- Antiochus und Stratonike (Stuttgart, Staatsgalerie), um 1790, 80 × 97 cm
- Selbstbildnis (Kiel, Kunsthalle), um 1790, Öl auf Leinwand, 109,5 x 87 cm
- Tod der Dido (St. Petersburg, Ermitage), 1792, Öl auf Leinwand, 154 × 220 cm
- Johann Nepomuk Hunczovsky (Wien Museum, Inv. Nr. 56.419), 1794, Öl auf Leinwand, 96 × 74 cm
- Heinrich Füger, der Sohn des Künstlers, im Alter von 4 Jahren (Wien, Akademie der bildenden Künste, Inv. Nr. 1022), 1796, Öl auf Leinwand, 110 × 89 cm
- Die Schauspielerin Josefa Hortensia Füger, die Frau des Künstlers (Wien, Österreichische Galerie Belvedere), um 1797, Öl auf Leinwand
- Franz Joseph Graf Saurau (Wien, Österreichische Galerie Belvedere), um 1797, Öl auf Leinwand, 69 × 55 cm
- Apotheose des Erzherzogs Carl: Rudolf von Habsburg bekränzt den Erzherzog als Retter Deutschlands (Wien, Heeresgeschichtliches Museum), um 1800, Öl auf Leinwand
- János Batsányi (Budapest, Magyar Nemzeti Múzeum), 1808, Öl auf Leinwand, 68 × 51 cm
- Hinrichtung einer Vestalin (St. Petersburg, Ermitage), 1790–1815, Öl auf Leinwand, 53,5 × 95,5 cm
- Selbstporträt (Stuttgart, Staatsgalerie), nach 1810, 51 × 41 cm
- Christus als Weltenherrscher (Johanneskirche in Obersulm-Affaltrach, Württemberg) 1812[10]
- Prometheus bringt der Menschheit das Feuer (Wien, Privatsammlung Haus Liechtenstein, ehemals Liechtenstein Museum), um 1817, Öl auf Leinwand, 221 × 156 cm[11]
- Die Ermordung Caesars (Wien Museum), Öl auf Leinwand
- Der Tod des Germanicus (Wien, Akademie der bildenden Künste, Inv. Nr. 170)
- Selbstporträt (Wien, Akademie der bildenden Künste, Inv. Nr. 1026)
- Der Tod der Virginia (Wien, Akademie der bildenden Künste, Inv. Nr. 1023)
- Bildnis des Franz Zauner (Wien, Akademie der bildenden Künste, Inv. Nr. 1072)

## Galerie

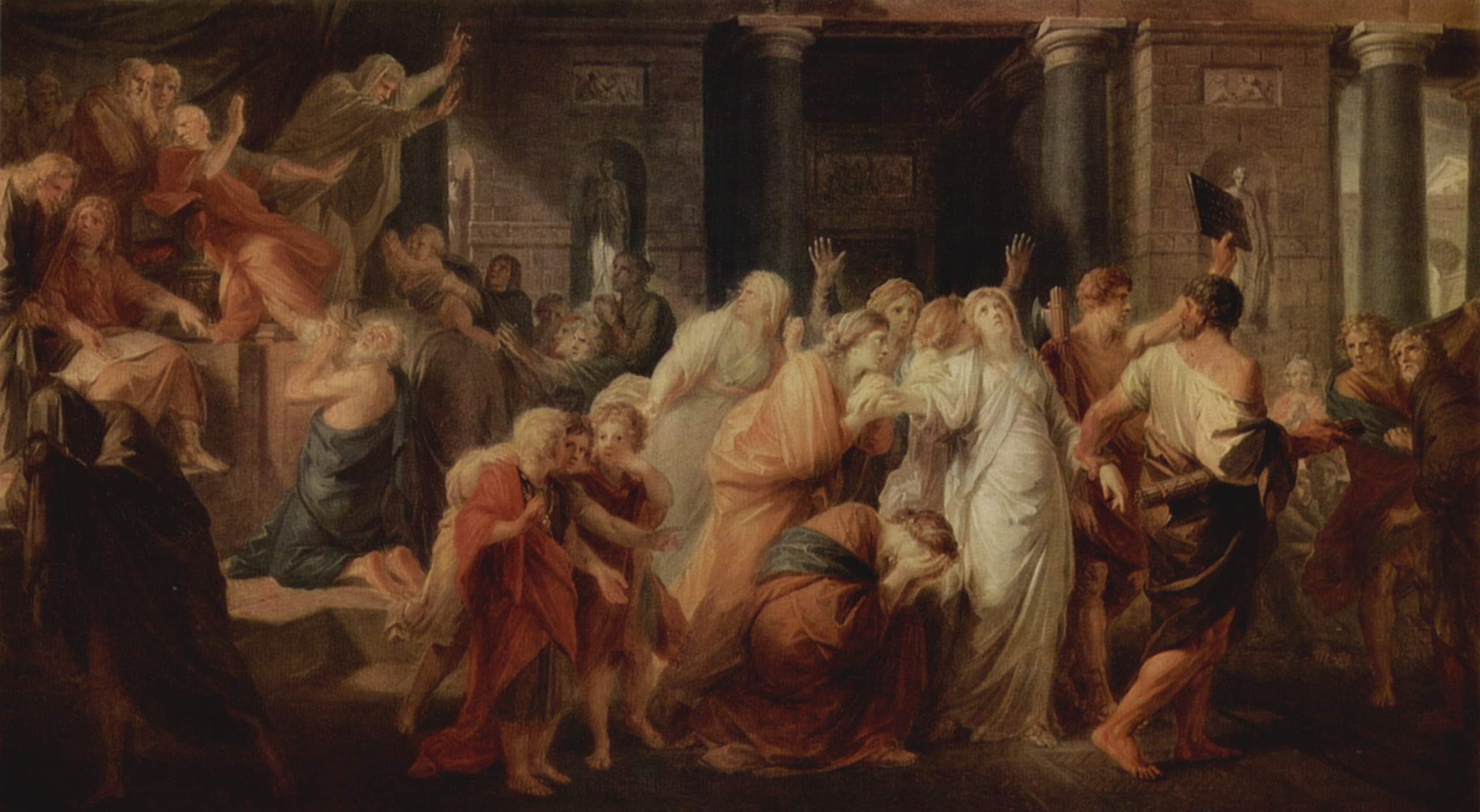
Hinrichtung einer Vestalin
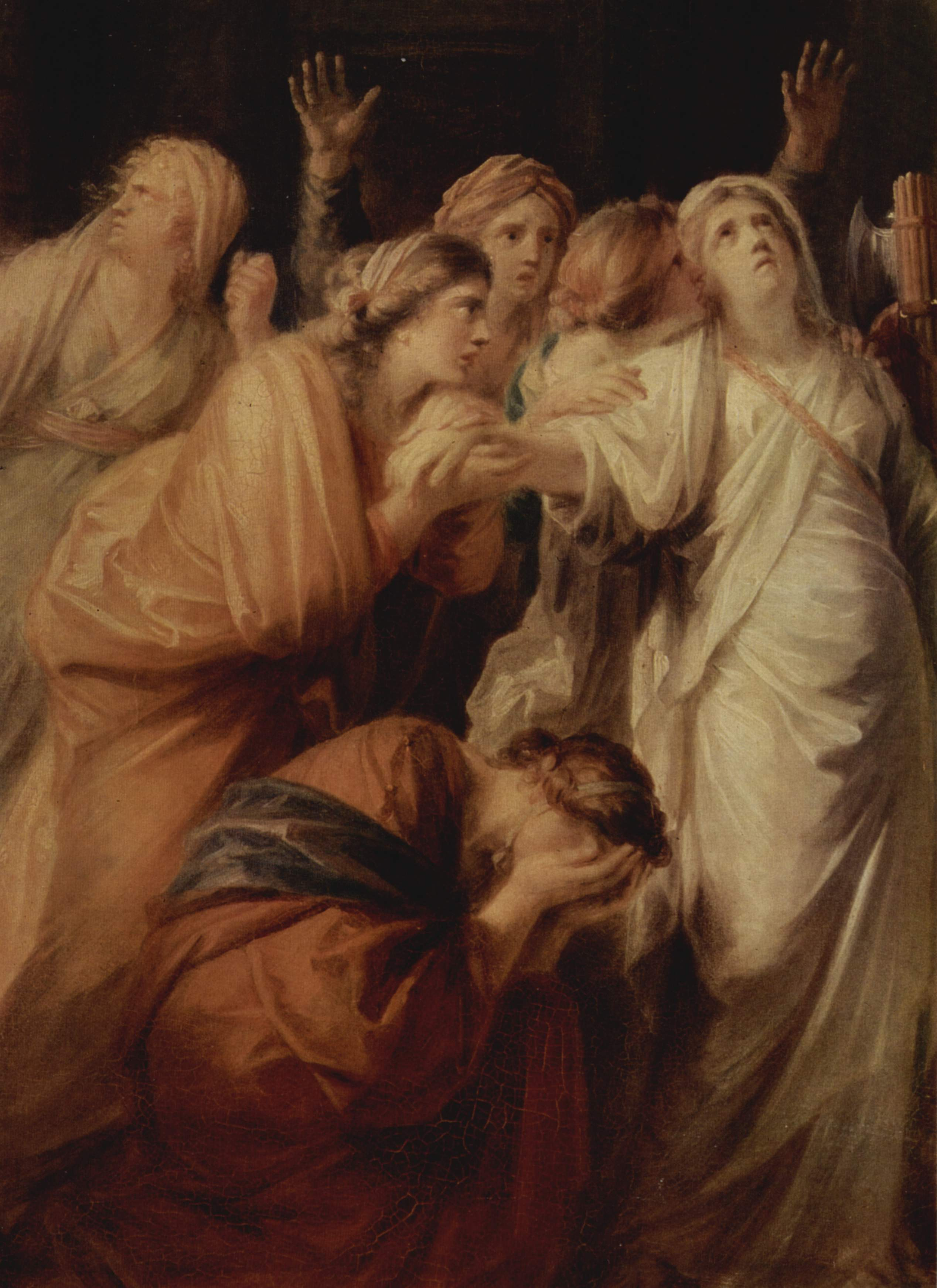
Hinrichtung einer Vestalin, Detail
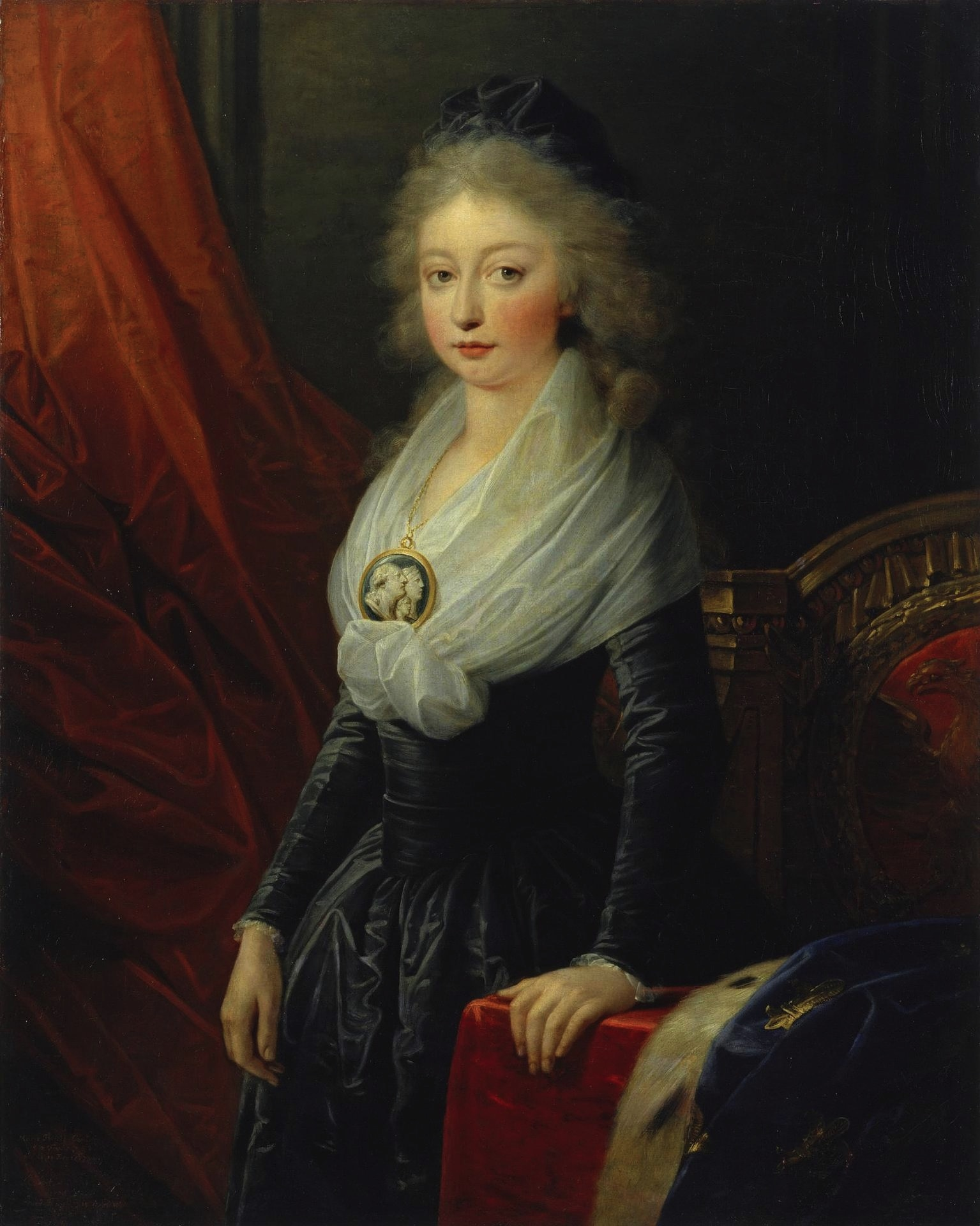
Porträt der Marie Thérèse Charlotte de Bourbon
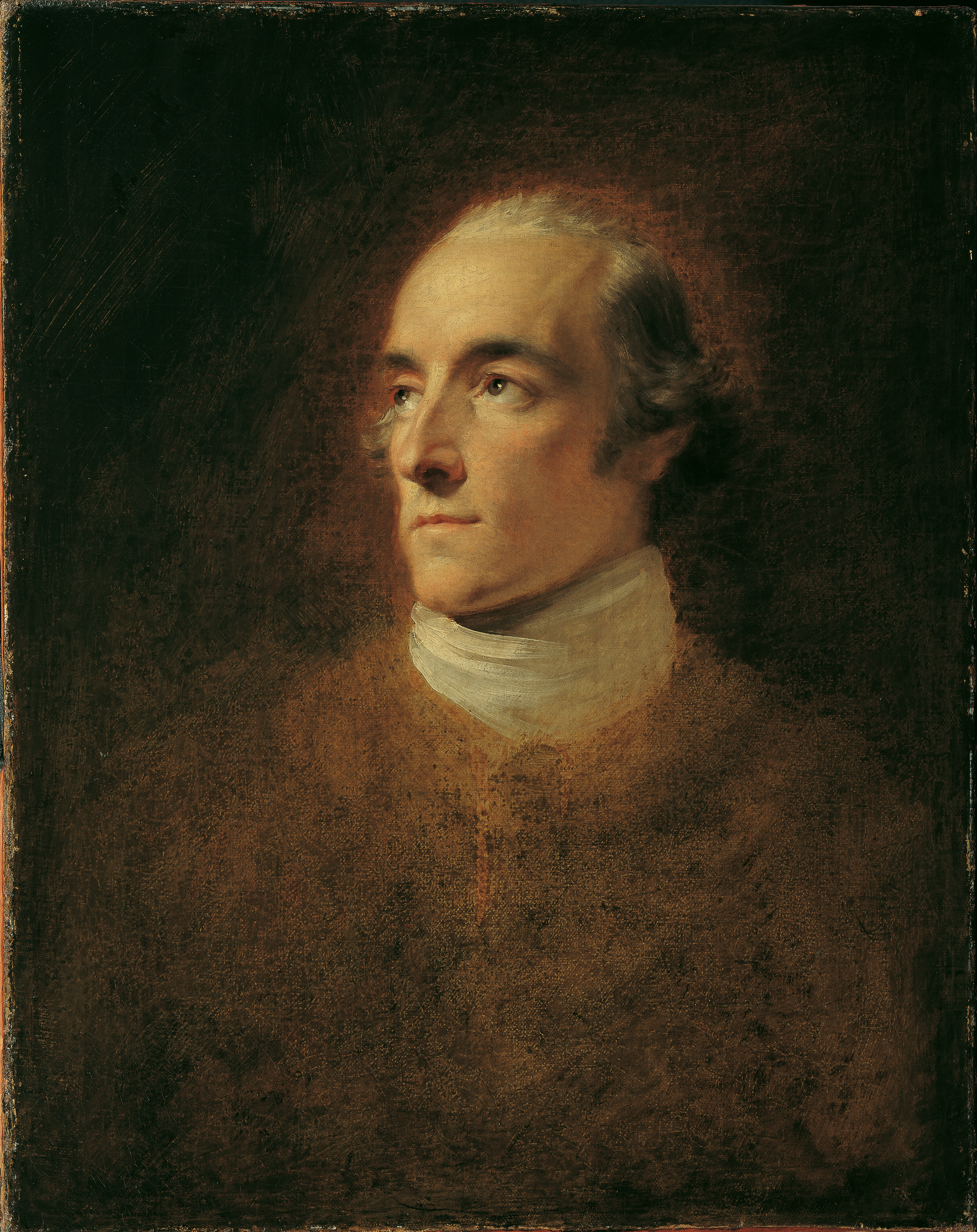
Porträt des Franz Josef Graf Saurau
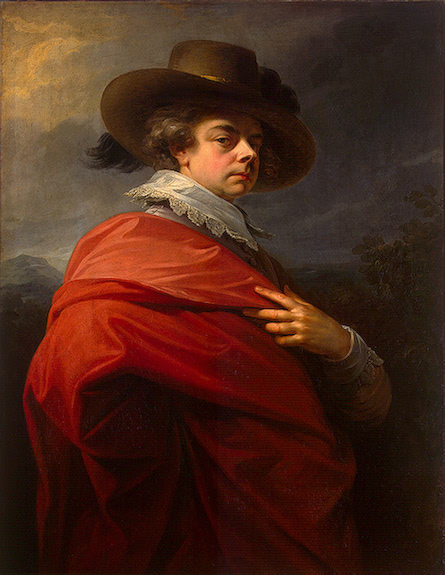
Porträt des Fürsten Nikolai Jussupow, Detail
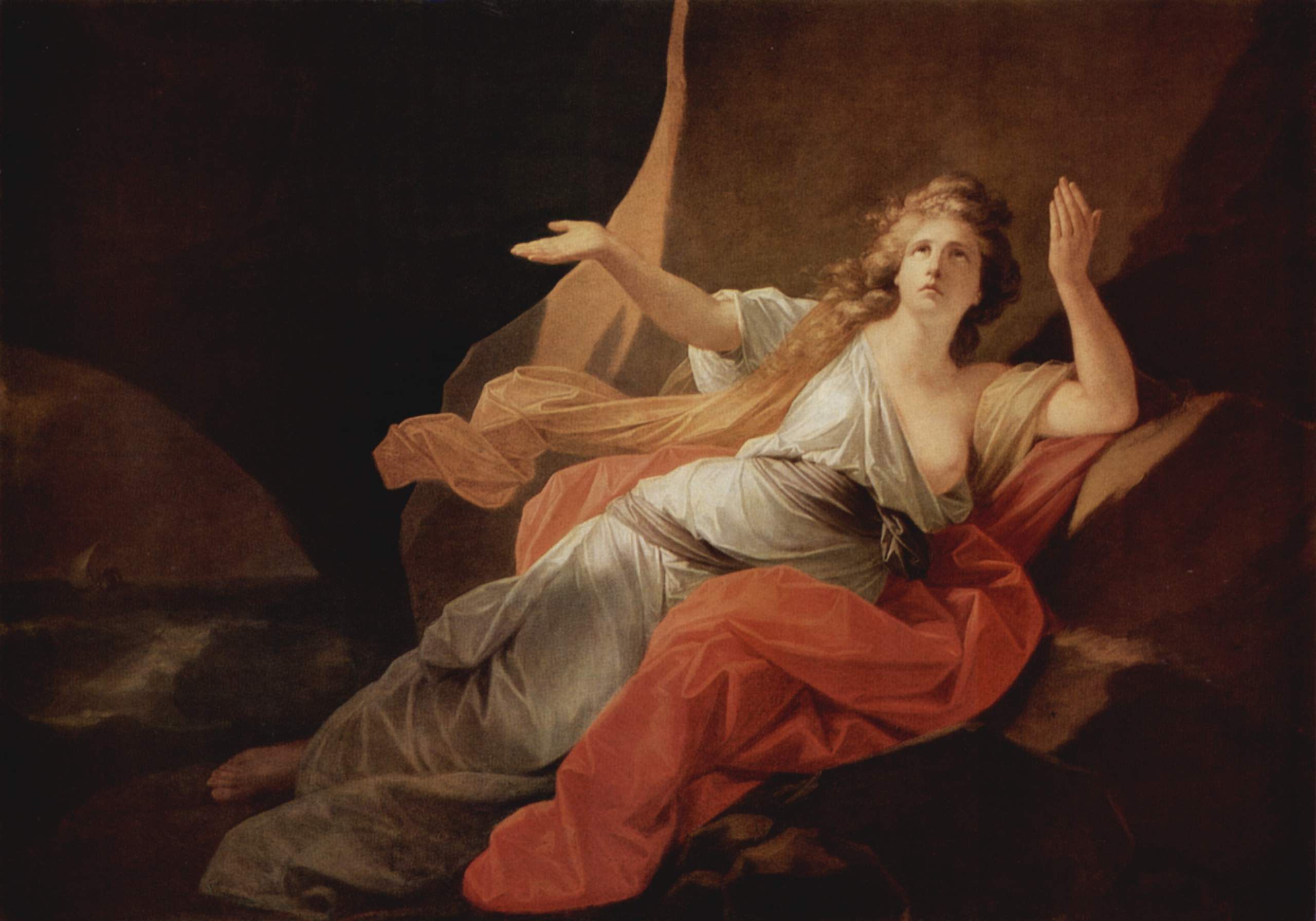
Tod der Dido
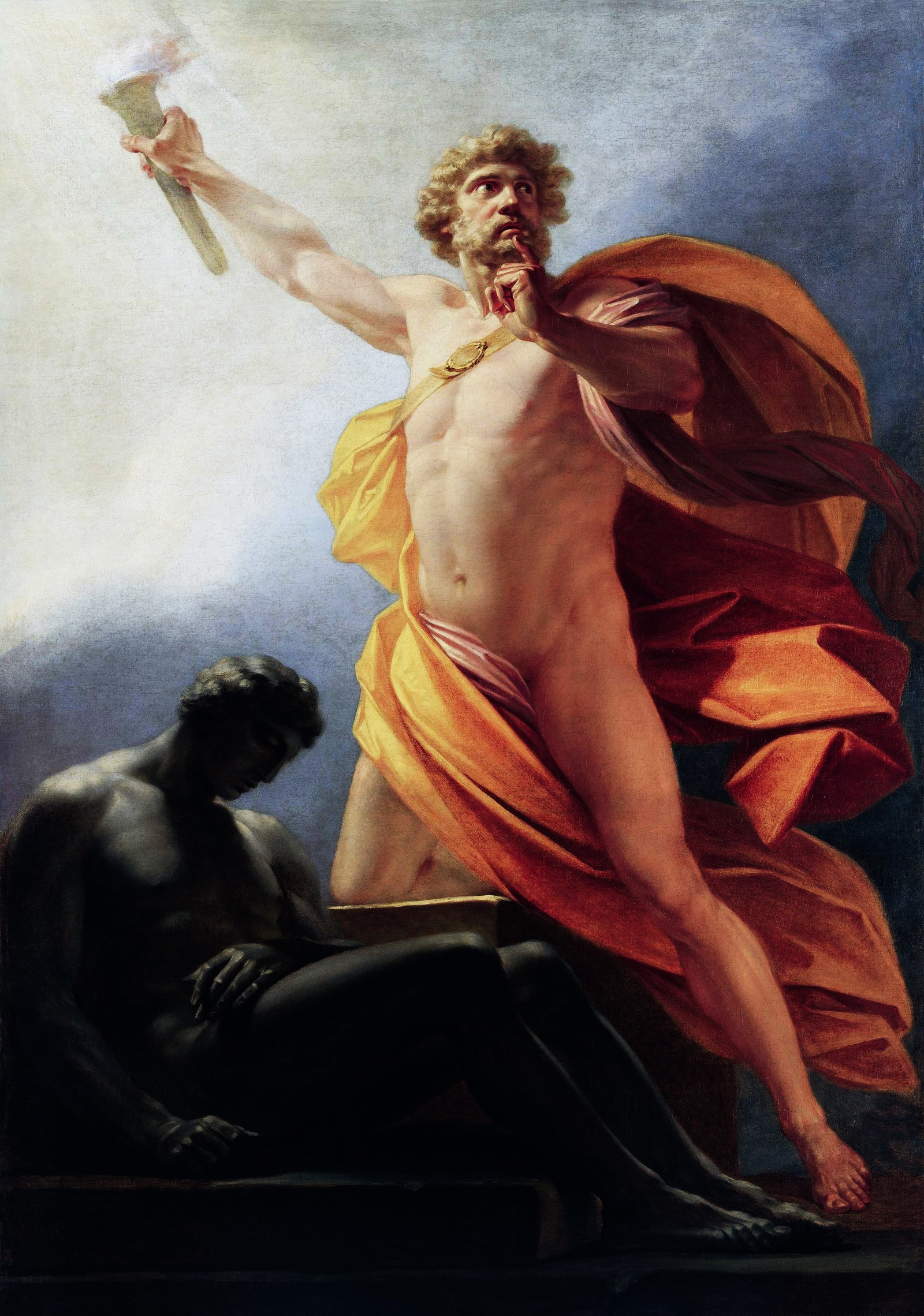
Prometheus bringt der Menschheit das Feuer
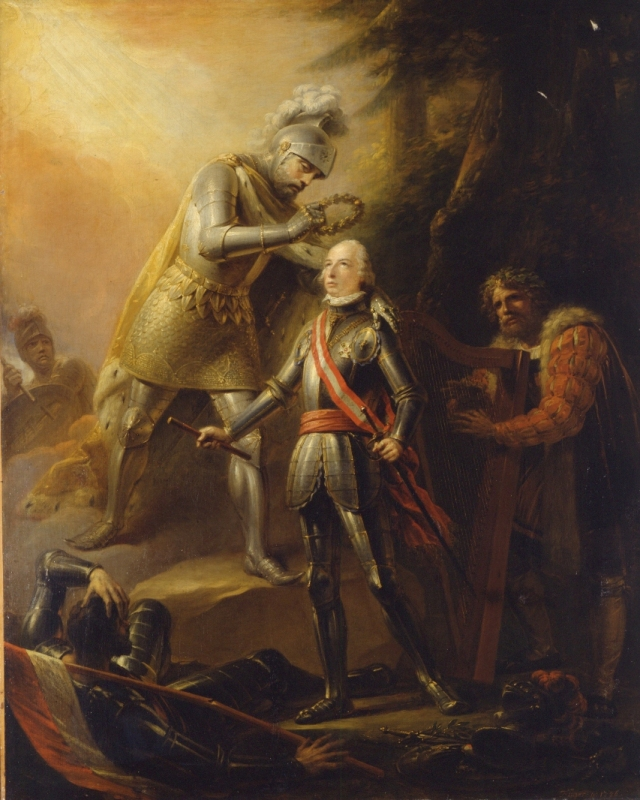
Apotheose des Karl von Österreich-Teschen